# رودي ماركوسين
رودي ماركوسين (بالدنماركية: Rudy Markussen)‏ مواليد 24 يوليو 1977 في كوبنهاغن، هو ملاكم محترف دانمركي سابق صنّف ضمن فئة الوزن الثقيل.

## إحصائيات
خاض خلال مسيرته 44 نزالا، فاز في 39 ولم يتعادل وخسر في 4. فاز بالضربة القاضية في 26 نزالا.

## روابط خارجية
- رودي ماركوسين على موقع بوكس ريك (الإنجليزية) (registration required)